# Kedrowy (Krasnojarsk)
Kedrowy (russisch Кедро́вый) ist eine ehemals „geschlossene“ Siedlung städtischen Typs in der Region Krasnojarsk in Russland mit 4692 Einwohnern (Stand 14. Oktober 2010).

## Geographie
Der Ort liegt gut 40 km Luftlinie nordwestlich des Regionsverwaltungszentrums Krasnojarsk am Flüsschen Tamassul, das wenig südöstlich in den linken Jenissei-Zufluss Katscha mündet.
Kedrowy bildet als dessen einzige Ortschaft einen gleichnamigen Stadtkreis, gut 2 km nördlich der Siedlung städtischen Typs Pamjati 13 Borzow des Jemeljanowski rajon und 20 km westnordwestlich von dessen Verwaltungssitz Jemeljanowo.

## Geschichte
Der Ort entstand ab 1962 als Militärsiedlung am neuen Standort der 36. Gardedivision der Strategischen Raketentruppen der Sowjetunion, die zuvor im Raum Tomsk stationiert war. Der ursprüngliche Tarnname der Siedlung war Krasnojarsk-66. Am 19. Oktober 1965 erhielt sie den Status einer (geschlossenen) Siedlung städtischen Typs unter dem heutigen Namen, abgeleitet vom russischen Wort kedr (wörtlich Zeder, gemeint ist die Sibirische Zirbelkiefer). Anfang der 1990er-Jahre wurde Kedrowy zu einer „Geschlossenen administrativ-territorialen Einheit“ (SATO) und als solche selbstverwalteter Stadtkreis unabhängig vom sie umgebenden Jemeljanowski rajon.
Infolge der Auflösung der Raketendivision ab 2002 verlor die Siedlung zum 1. Januar 2007 ihren Status als SATO, blieb aber eigenständiger Stadtkreis.

### Bevölkerungsentwicklung
| Jahr | Einwohner |
| ---- | --------- |
| 2002 | 5223      |
| 2010 | 4692      |

Anmerkung: Volkszählungsdaten

## Verkehr
Unmittelbar südlich der benachbarten Siedlung Pamjati 13 Borzow verläuft die föderale Fernstraße R255 Sibir (ehemals M53) Nowosibirsk – Irkutsk, Teil der transkontinentalen Straßenverbindung. Diese führt auch über Krasnojarsk, wo sich die nächstgelegene, gut per Straße erreichbare Bahnstation an der Transsibirischen Eisenbahn befindet. Ebenfalls nahe der Straße in Richtung Krasnojarsk liegen nur etwa 15 km östlich von Kedrowy unweit voneinander die beiden Krasnojarsker Flughäfen Jemeljanowo (international) und Tscheremschanka (regional).